# Saint-Germain-de-Salles
Saint-Germain-de-Salles ist eine zentralfranzösische Gemeinde mit 426 Einwohnern (Stand: 1. Januar 2022) im Département Allier in der Region Auvergne-Rhône-Alpes (vor 2016 Auvergne). Sie gehört zum Arrondissement Vichy und ist Mitglied im Gemeindeverband Communauté de communes Saint-Pourçain Sioule Limagne.

## Lage
Saint-Germain-de-Salles liegt in der Landschaft des Bourbonnais etwa 21 Kilometer westnordwestlich von Vichy. Umgeben wird Saint-Germain-de-Salles von den Nachbargemeinden Étroussat im Norden, Barberier im Nordosten, Broût-Vernet im Osten, Le Mayet-d’École im Südosten, Jenzat im Süden, Charroux im Westen sowie Ussel-d’Allier im Nordwesten.

## Bevölkerungsentwicklung
| Jahr                       | 1962 | 1968 | 1975 | 1982 | 1990 | 1999 | 2006 | 2011 | 2019 |
| Einwohner                  | 510  | 509  | 473  | 466  | 445  | 412  | 433  | 444  | 427  |
| Quellen: Cassini und INSEE |      |      |      |      |      |      |      |      |      |

## Sehenswürdigkeiten
- Kirche Saint-Germain
- Schloss Salles aus dem frühen 16. Jahrhundert, seit 1947 Monument historique
- Schloss Les Joyeux, Monument historique

Siehe auch: Liste der Monuments historiques in Saint-Germain-de-Salles

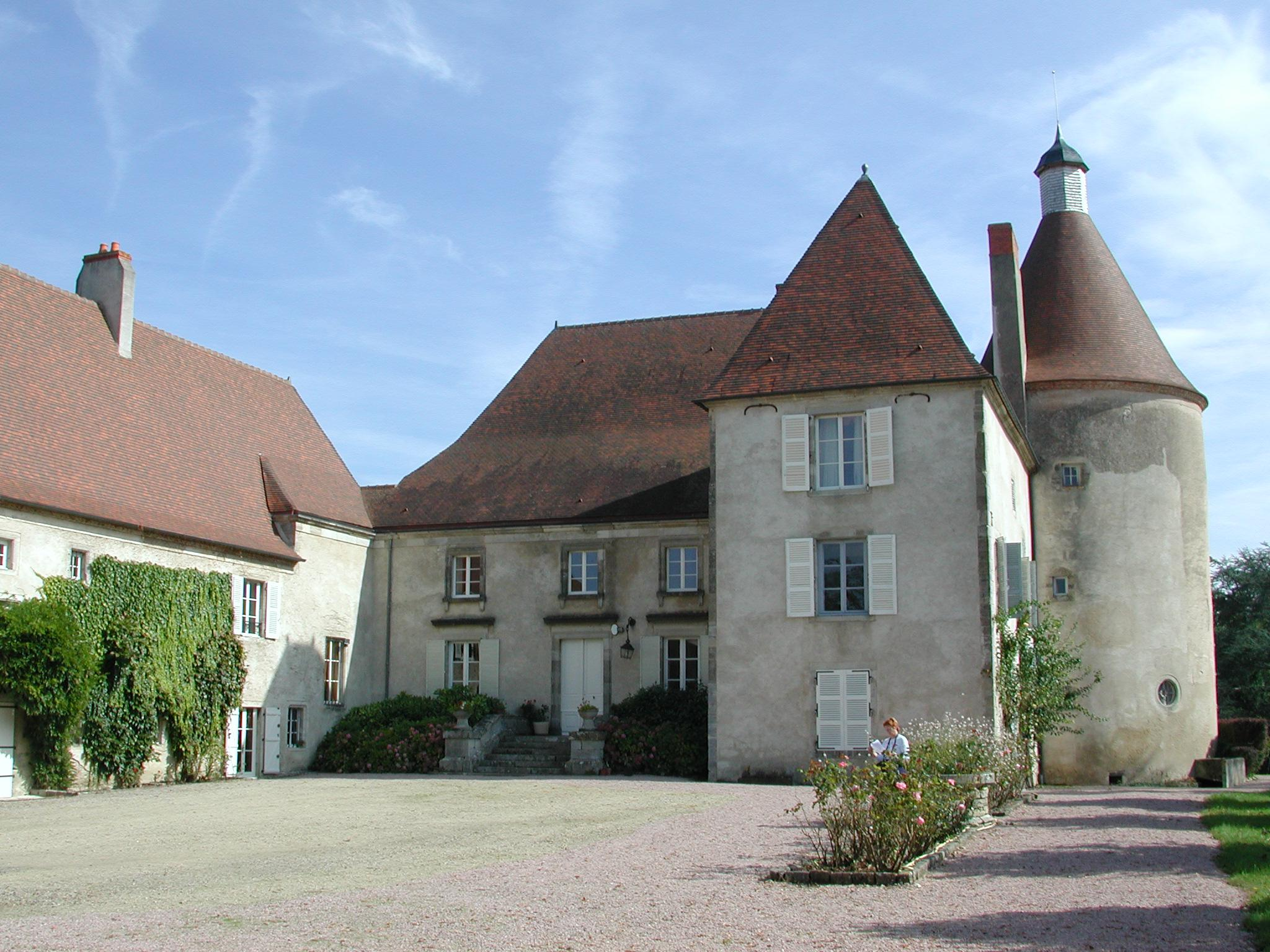
Schloss Salles